# 蓮沼城
蓮沼城（はすぬまじょう）は、越中国砺波郡蓮沼（現・富山県小矢部市蓮沼）に在った日本の城（平城）。とやま城郭カードNo.85。

## 規模
東西二十六間、南北三十六間、堀の幅は五間であったと伝えられている。

## 歴史
室町時代の永享年間（1429年 - 1441年）前半、越中守護畠山氏の守護代として礪波郡を支配していた遊佐氏（遊佐徳盛か？）が築き、居城とした。
文明年間（1469年 - 1486年）、連歌師の宗祇が越後に赴く途中に蓮沼城主遊佐長滋の館へ度々立ち寄り、千句の連歌を興行したと伝えられている。なお、宗祇が著した『新撰菟玖波集』に長滋の詠んだ歌が載っている。
永正・大永年間（1504年 - 1527年）、城主遊佐慶親が埴生護国八幡宮に108段の石段を寄進しているがこの後、慶親は加賀一向一揆勢力の圧迫に抗しきれず越後に亡命。蓮沼城は遊佐氏の影響下から離れた。この後は一向一揆勢力の支配下に置かれていたと見るのが妥当であろう。また、一向一揆と敵対関係にあった木舟城主石黒氏が一時期支配下に置いていたとも云う。
永禄12年（1569年）以降、上杉謙信により松倉城を追われ礪波郡の一向一揆勢力に合流していた椎名康胤が拠っていた。
天正4年（1576年）9月頃、謙信に攻められて落城。康胤は敢え無く敗死した（『越登賀三州志』）と云うが、康胤終焉の地については諸説ある。謙信は越中衆の石黒氏を再度置く。
謙信の死後、織田軍が侵攻、佐々成政の傘下に属す。天正13年（1585年）、越中国（ただし新川には宮崎城など上杉方の諸城あり）を治めていた成政は豊臣秀吉との直接対決が不可避であることを悟り、それまでの加賀前田領への侵攻策から自領へ招き入れての防衛策へと方針を転換する。蓮沼城はその重要拠点となり近隣から多くの兵糧が集められた。これを重くみた前田利家は電撃的に蓮沼城を急襲して城下共々焼き討ちを敢行し、佐々軍の救援が着くまでに素早く撤退した。
蓮沼には当時北陸道が通っており、遊佐氏が拠った時期には礪波郡の行政の中心地であった事もあって大いに栄えていた。年間を通じて水量の変化が少なく水運に最適な小矢部川の恩恵も受け、その勢いたるや「蓮沼三千軒」と称される程であったが、全ては灰燼と帰してしまった。城下の機能はその翌年に築かれた越中国今石動城へと移行し、それに伴い北陸道のルートも変更されて蓮沼の繁栄は終焉を迎える事となる。

## 現状
水田と散居村に囲まれて立派な石碑と案内板が建つのみで往時の面影は無い。

### 遺構
- 「蓮沼城」石碑と案内板 - 碑裏に遊佐長滋の「たひ人の しつまる月に かねなりて」連歌上の句[4]

### 周辺の支城・館
柴田屋館（富山県南砺市柴田屋）が在る。椎名康胤の家臣柴田久光が拠り、天正年間に木舟城主石黒成綱に攻め滅ぼされたとされる。現在では神社の境内となっているが、土塁など一部の遺構が残っている。
但し、柴田久光は椎名家家臣では無く遊佐氏の家臣であり、椎名康胤は氷見朝日山で自害したと云う説も在り確証を得ないが、礪波郡に於ける一向一揆勢力が蓮沼城落城により大きな痛手を蒙ったのは、蓮沼城落城のあと謙信が礪波郡にさしたる軍事的手段を打たずに能登侵攻を実行している事からも充分にうかがい知れるものである。康胤が蓮沼で討ち死にしていなかったとしても、最低限、「椎名康胤」が一揆勢力のシンボルの一つとしての役割を果たしていたのは間違い無いと云え、当時の礪波郡における蓮沼城の重要性はどちらにしても揺るぎ無いと云える。

## 交通
- JR城端線・福野駅から加越能バスに乗り「四日町」バス停下車、徒歩約15分
- 北陸自動車道・小矢部ICから約10分